# 潮普惠
潮普惠是指中国广东潮汕地区的三个县区俗称，指原潮阳县（现汕头市潮阳区、潮南区、濠江区）、普宁县（现普宁市）、惠来县（现揭阳市惠来县）。这里几乎是明朝时期时潮阳县的属地。此地教育较为落后，人文性格较为粗犷，主要出实用性人才，如商人与科学家。以潮阳为代表，林百欣、马化腾、黄光裕及13位中国科学院、工程院院士都出自此地。 
1930年11月，中共曾在此处设立潮普惠县委，下辖七个区政府，1931年，增至十二个区政府，分为南山（特区）、北山（特区）、潮城、玉峡、贵屿、普城、大坝、流沙、云落、惠城、靖海、葵谭。 